# Bactrocera aceroglans
Bactrocera aceroglans
 es una especie de díptero que White y Evenhuis describieron por primera vez en 1999. Bactrocera aceroglans pertenece al género Bactrocera de la familia Tephritidae.